# Малая Крутая
Малая Крутая — деревня в Омутинском районе Тюменской области России. Входит в состав Вагайского сельского поселения.

## История
До 1917 года входила в состав Омутинской волости Ялуторовского уезда Тобольской губернии. По данным на 1926 год состояла из 184 хозяйств. В административном отношении являлась центром Малокрутинского сельсовета Новозаимского района Тюменского округа Уральской области.

## Население
| 2010 |
| ---- |
| 210  |

По данным переписи 1926 года в деревне проживало 1005 человек (489 мужчин и 516 женщин), в том числе: русские составляли 99 % населения.
Согласно результатам переписи 2002 года, в национальной структуре населения русские составляли 81 % из 186 чел.